# Aljibe de Mazmúllar
El aljibe de Mazmúllar es un aljibe de origen Mozárabe situado en el municipio de Comares, en la provincia de Málaga, España.
Se trata de un aljibe de 7,7 m de largo por 5,75 m de ancho con forma de rectángulo, dividido en nueve compartimentos por cuatro pilas cruciformes y con un cono de herradura que sostiene bóvedas de aristas. Su interior recuerda a una iglesia mozárabe, con el arco de herradura -invento visigodo- como gran protagonista. 
Se calcula que fue construido en el siglo IX.
Actualmente, está considerado como BIC (Bien de Interés Cultural) (fue declarado Monumento histórico-artístico perteneciente al Tesoro Artístico Nacional mediante decreto de 3 de junio de 1931).